# Использование кассетных боеприпасов в период вторжения России на Украину
Использование кассетных боеприпасов во время российского военного нападения на Украину в 2022 году зафиксировано рядом очевидцев и журналистов, а также представителями ООН, гуманитарных и общественных организаций. Уже 30 марта 2022 года глава Совета ООН по правам человека Мишель Бачелет сообщала о минимум 24 случаях с начала вторжения. По состоянию на 1 июля 2022 года были зафиксированы уже сотни обстрелов кассетными боеприпасами в населённых пунктах Днепропетровской, Донецкой, Запорожской, Киевской, Луганской, Николаевской, Одесской, Сумской, Харьковской, Херсонской и Черниговской областей. Известно о гибели при этих обстрелах 215 гражданских лиц и ранении 474, причём многие случаи могут оставаться незарегистрированными.
Независимые наблюдатели и журналисты свидетельствуют о применении кассетных боеприпасов Россией, в том числе против мирного населения, с первых дней войны с Украиной. Использование такого оружия против мирных жителей нарушает принципы гуманитарного права и, соответственно, является военным преступлением. Сообщения о российских атаках побудили Международный уголовный суд начать расследование факта совершения военных преступлений и геноцида  на украинской территории.

## Регулирование и применение

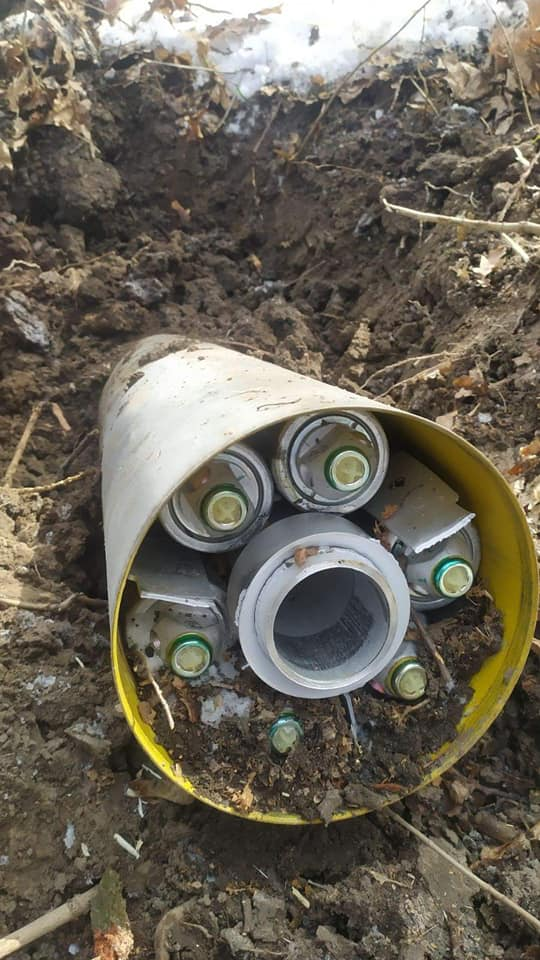
Неразорвавшиеся кассетные снаряды в Харьковской области, 2022 год

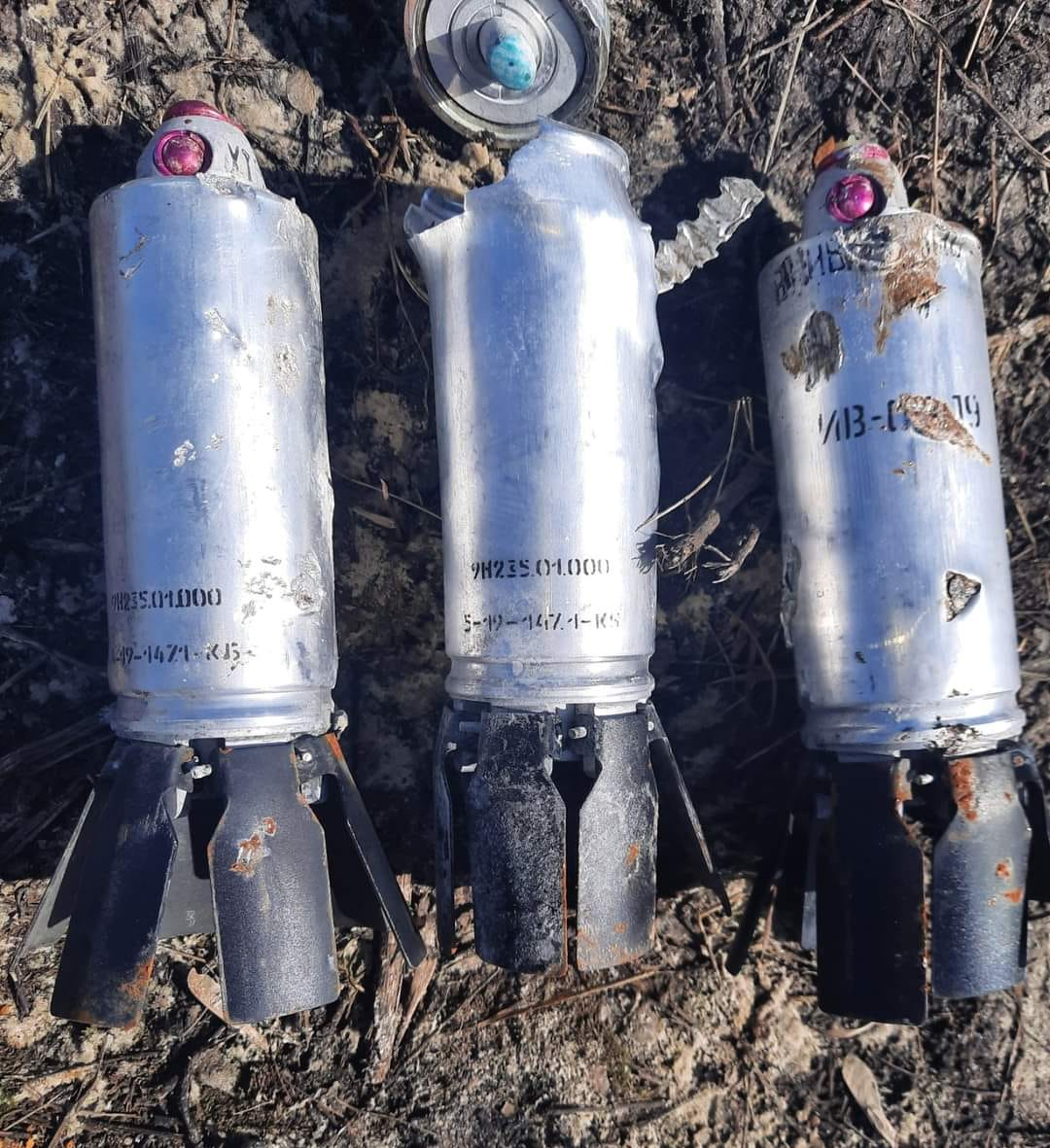
Неразорвавшиеся суббоеприпасы кассетного боеприпаса в Харьковской области, 2022 год

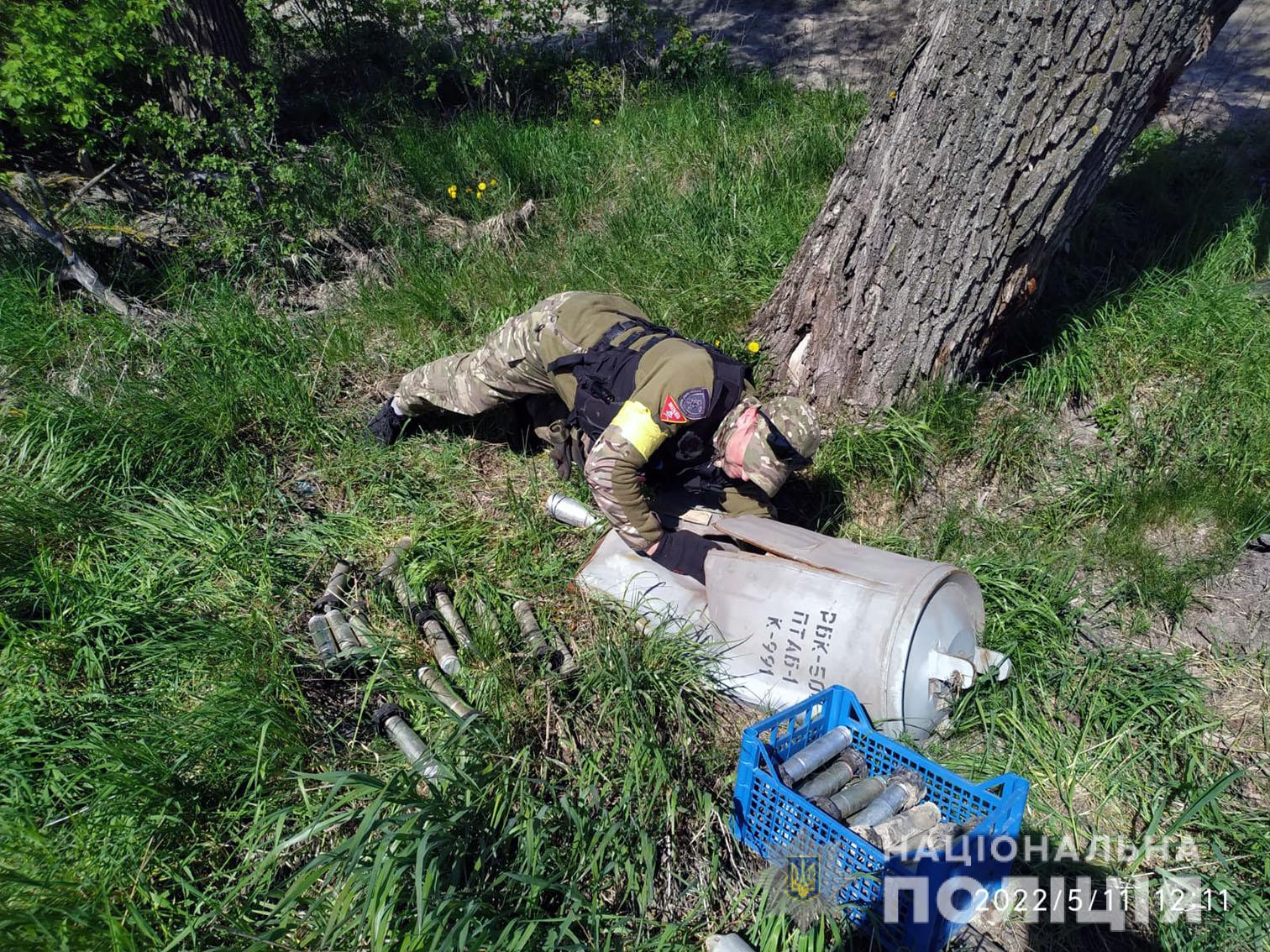
Остатки бомбовой кассеты РБК-500 с противотанковыми суббоеприпасами ПТАБ-1М в Черниговской области, 2022 год

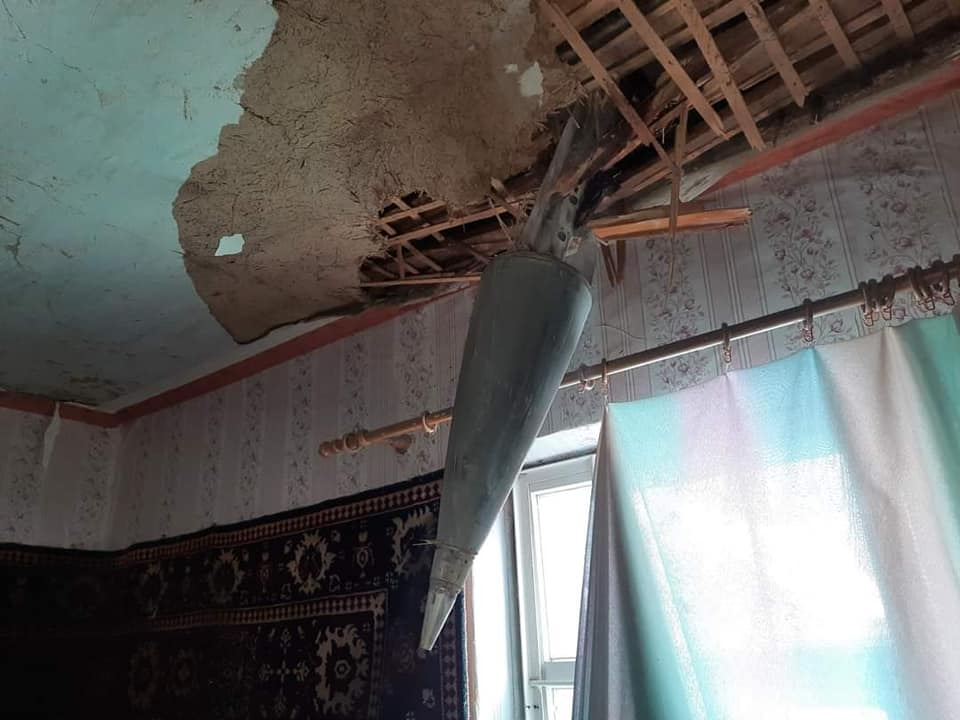
Ракета в потолке харьковской квартиры, март 2022

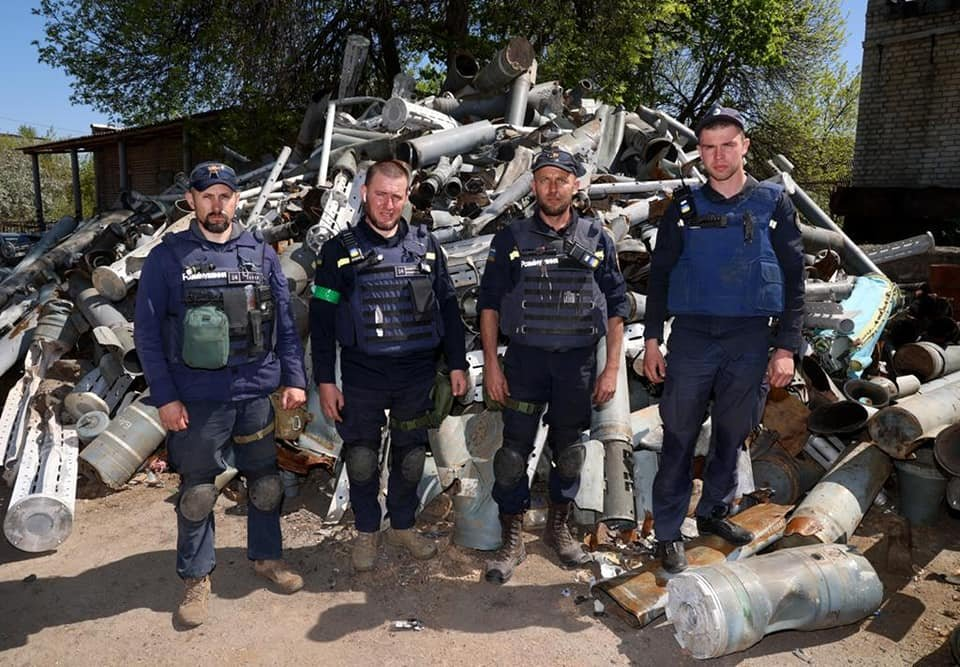
Остатки кассетных и прочих боеприпасов, собранные ГСЧС Украины в Харьковской области, 10 мая 2022

Кассетные боеприпасы представляют собой взрывные устройства, начинённые более мелкими снарядами или суббоеприпасами. Подобные ракеты, реактивные или артиллерийские снаряды обычно взрываются ещё в воздухе или при столкновении с целью, разбрасывая суббоеприпасы в радиусе до 400 метров. Осколки поражают близлежащие постройки и людей в зоне досягаемости. Использование кассетных боеприпасов в районах с мирным населением делает атаку неизбирательной, что нарушает основы международного гуманитарного права. Использование таких боеприпасов подвергается критике со стороны правозащитных групп и ряда правительств.
Кассетные боеприпасы, сброшенные со слишком малой высоты, могут застрять в деревьях или приземлиться на мягкую почву. Из 7 тысяч выпущенных одной ракетной установкой зарядов не детонирует около 2 %. В дальнейшем эти снаряды представляют угрозу мирным жителям, а их обнаружение и детонация требуют больших затрат. Значительная часть суббоеприпасов также не детонирует при ударе: по разным оценкам, 20-40 %. Поэтому использование кассетных боеприпасов даже за пределами населённых пунктов вызывает серьёзные опасения международного сообщества, так как связано с долгосрочной неизбирательной опасностью. Снаряды могут взорваться, если их поднимут или подвинут дети, фермеры или другие гражданские. Эти риски иногда сохраняются годами, пока специалисты не обнаружат и не утилизируют подобные мины должным образом.
Конвенция по кассетным боеприпасам, вступившая в силу в 2010 году, запрещает их использование из-за потенциальной опасности для гражданских лиц. Пакт подписали более 120 стран, и, по данным Cluster Monitor Coalition, за более чем двенадцать лет его существования 36 государств уничтожили почти 1,5 млн кассетных боеприпасов, содержавших около 178 млн суббоеприпасов. Однако 110 стран, включая Россию и Украину, не ратифицировали договор, поддерживаемый ООН. Россия продолжает производить кассетные боеприпасы и использовала при вторжении (наряду со старыми запасами) как минимум два новых их вида. По состоянию на август 2022 года кассетные боеприпасы не применяются нигде, кроме территории Украины.
Независимо от участия правительств в инициативе по ограничению кассетного оружия, его использование нарушает принципы гуманитарного права. Подобные атаки неизбирательны и обычно связаны с несоразмерными потерями среди гражданских лиц по сравнению с достигнутым военным преимуществом. И российские власти, и украинские власти подчиняются международно-правовым нормам, ограничивающим методы ведения войны, в частности, запрету на неизбирательные атаки. Если командование армии не делает различий между гражданскими лицами и солдатами, а также между гражданскими и военными объектами, оно совершает военное преступление.
Тем не менее обе стороны конфликта продолжают использование кассетных боеприпасов. На 2022 год и Россия, и Украина имели запасы артиллерийских реактивных снарядов «Смерч» и «Ураган», оснащённых кассетными боеголовками. По данным Международного комитета Красного Креста, большинство кассетных снарядов, имеющихся на складах, старше 20 лет, что делает их более ненадёжными и повышает риск жертв среди гражданского населения.

По данным расследований Human Rights Watch, в 2014 и 2015 годах поддерживаемые Россией вооружённые формирования применяли кассетные боеприпасы во время сражений на востоке Украины. В качестве вооружения использовались надводные 300-миллиметровые реактивные снаряды «Смерч» и 220-мм кассетные боеприпасы «Ураган», которые доставляют противопехотные осколочные суббоеприпасы 9Н210 и 9Н235. В результате атак в семи подконтрольных украинской стороне сёлах погибло не менее 13 мирных жителей, в том числе двое детей. Атаки также были зафиксированы на территории, удерживаемой ЛНР и ДНР, хотя и украинские, и российские власти осуждали и отрицали применение кассетных боеприпасов в населённых пунктах. Позднее украинские власти провели расследование в отношении применения кассетного оружия собственными войсками, но международные активисты называли его недостаточным и неадекватным.

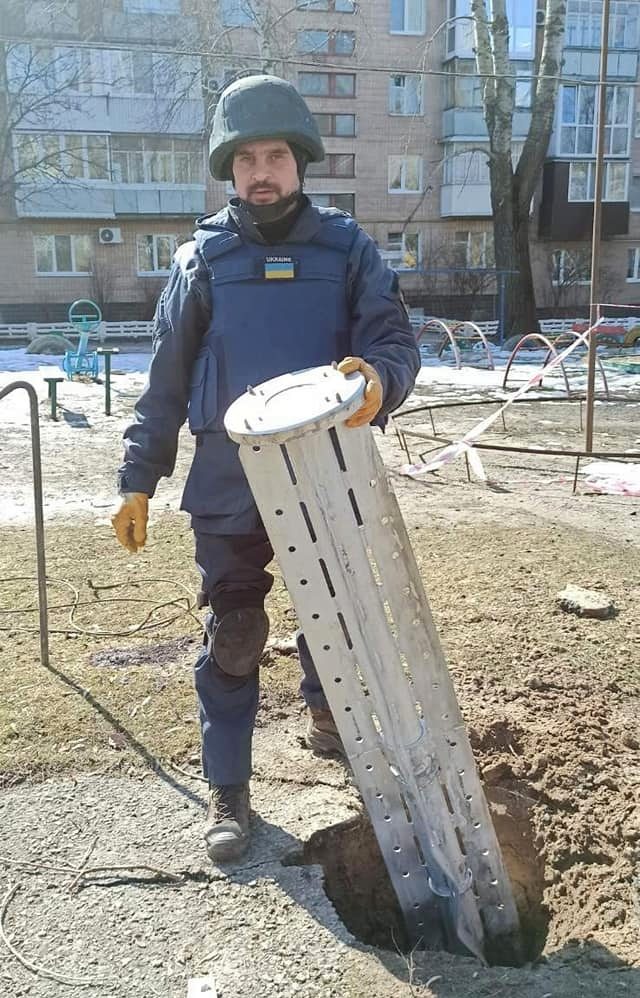
Сотрудник ГСЧС Украины и фрагмент российской ракеты в Харькове, 23 марта 2022

## Использование Россией
Хотя российская сторона отрицает обвинения в применении кассетных боеприпасов в жилых массивах, международные и неправительственные организации сообщали о подобных атаках. К началу апреля украинские правоохранительные органы докладывали об обстрелах кассетными боеприпасами в Харьковской, Сумской, Киевской, Донецкой, Одесской, Херсонской и Николаевской областях. К 1 июля организация Cluster Munition Coalition сообщает об обстрелах в Днепропетровской, Донецкой, Запорожской, Луганской, Николаевской, Одесской, Сумской, Харьковской, Херсонской и Черниговской областях. Свидетельства независимых экспертов по оружию подтвердили, что ряд кассетных снарядов был сброшен на жилые дома и объекты гражданской инфраструктуры. Это доказывают фото и видео очевидцев событий, а также журналистов на местах. Большая часть этих данных была собрана украинской прокуратурой и передана в Международный уголовный суд. В начале марта началось расследование факта совершения военных преступлений и преступлений против человечности на Украине.
Мониторинговая миссия ООН по правам человека подтвердила, что за первый месяц войны в 2022 году российские военные применили кассетное оружие в населённых пунктах Украины не менее 16 раз. В конце марта глава Совета ООН по правам человека Мишель Бачелет сообщила уже о не менее 24 случаях с начала вторжения. Управление указало, что в результате атак были повреждены медицинские учреждения, в том числе 50 больниц. На 1 июля зафиксированы уже сотни случаев применения Россией кассетных боеприпасов как минимум в 10 из 24 областей Украины. Известно о гибели при этих обстрелах 215 гражданских лиц и ранении 474, причём многие случаи могут оставаться неизвестными. Не менее 7 человек погибли и 3 были ранены суббоеприпасами, взорвавшимися не сразу. От обстрелов кассетными боеприпасами пострадала в основном гражданская инфраструктура: жилые дома, больницы, школы, детские площадки, в одном случае кладбище.
При вторжении на Украину российская армия использовала кассетные боеприпасы не менее 6 видов: ракеты для реактивных систем залпового огня «Ураган», «Смерч», «Торнадо-С», ракетных комплексов «Точка» и «Искандер-М», а также бомбы РБК-500 с боевыми элементами ПТАБ-1М. В основном использовались ракеты систем «Смерч» на 72 суббоеприпаса, а также другие заряды на 50 суббоеприпасов. Согласно данным российского производителя, применённые в жилых районах ракеты могут содержать до 1,45 кг взрывчатого вещества и разлетаться примерно на 316 осколков. К наиболее масштабным российским атакам кассетными боеприпасами относят:
- Обстрел Центральной городской больницы в Угледаре 24 февраля 2022 года (Донецкая область). По данным Мониторинговой миссии ООН на Украине, в результате российской атаки погибли по меньшей мере 4 гражданских лица и 10 получили ранения, были повреждены машины скорой помощи и разрушено здание больницы[5]. Расследование Human Rights Watch зафиксировало использование кассетных боеприпасов в баллистических ракетах малой дальности «Искандер», а также баллистической ракеты системы «Точка» с кассетной боеголовкой 9Н123 на 50 суббоеприпасов[17][19][23]. Правозащитники называли применение в густонаселённых районах снарядов с широким радиусом поражения «вопиющим пренебрежением жизнями мирных жителей»[24].

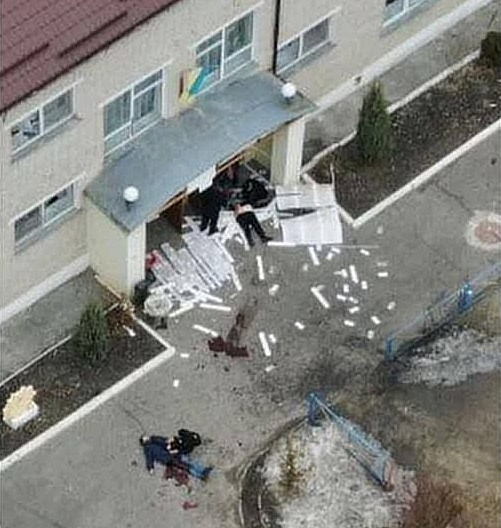
Последствия обстрела детского сада в Ахтырке 25 февраля 2022 года

- Обстрел детского сада «Сонечко» в городе Ахтырка (Сумская область) 25 февраля 2022 года. По данным Мониторинговой миссии ООН и общественной организации по защите прав человека Amnesty International, 6 или 7 кассетных элементов из 220-миллиметровой ракеты «Ураган» взорвались на крыше здания, где укрывались мирные жители, и рядом с ним, унеся жизни минимум 2 взрослых и 1 ребёнка, ещё 1 ребёнок был ранен[5][17][25]. По более новым данным, полное количество жертв составило 6 человек[26][27].
- Обстрел жилых районов Харькова 25 и 28 февраля 2022 года. Мониторинговая миссия ООН сообщала, что во время первой атаки ракет с кассетными боеприпасами погибли по меньшей мере 9 мирных жителей и 37 получили ранения[5]. Через четыре дня после начала российского вторжения Amnesty International задокументировала ещё три обстрела с применением кассетных боеприпасов в северной части Харькова[11][19][19]. Одновременно представители ООН сообщили о 9 погибших и 37 раненых мирных жителях в результате нападений. Всего за 11 дней артиллерийских обстрелов Харькова российскими войсками были убиты или ранены 450 мирных жителей, разрушены многоквартирные дома, школы и магазины[28]. Позже расследование Human Rights Watch подтвердило, что российская сторона выпустила по трём районам Харькова кассетные боеприпасы 9М55К «Смерч». Направление некоторых воткнувшихся в землю элементов неуправляемых ракет указывало, что их запустили со стороны российской границы[12][29]. Как минимум 11 ракет  CNN отследил до 79-й российской реактивной артиллерийской бригады, базирующейся в Белгородской области России. Она подчинялась непосредственно руководителю Западного военного округа российских вооружённых сил генерал-полковнику Александру Журавлеву. Ранее он руководил боями за Алеппо в Сирии, откуда также поступали сообщения о массовом использовании кассетных боеприпасов, хотя Минобороны России отрицало это[30]. На 8 мая в Харькове от разрывов кассетных боеприпасов были убиты минимум 3 и серьёзно ранены 4 сапера, которые обезвреживали найденные в городе боеприпасы[31]. В этот же день к югу от города, в Синельниковском районе Днепропетровской области от взрыва кассетного суббоеприпаса погиб наткнувшийся на него 12-летний мальчик[32][33]. Всего в Днепропетровской области от подобных боеприпасов пострадали не менее 9 человек[1].

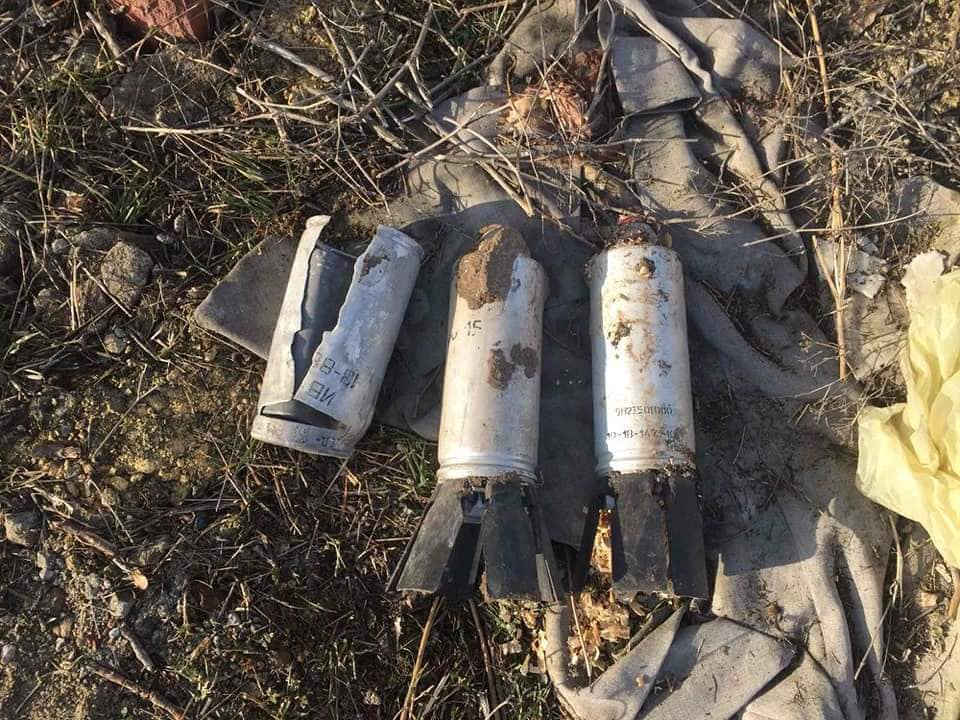
Разорвавшийся и неразорвавшиеся кассетные элементы после обстрела Николаева, 9 марта 2022

- Обстрелы Николаева 7, 11 и 13 марта 2022 года. Специалисты объединения «Врачи без границ» обнаружили на территории онкологической больницы города характерные для атак кассетными боеприпасами многочисленные небольшие дыры. Позже расследование Human Rights Watch подтвердило использование кассетного оружия при обстреле жилых построек. Только во время атаки 13 марта погибло 9 мирных жителей в очереди к банкомату, были зафиксированы многочисленные ранения среди местных жителей, уничтоженные жилые дома и гражданские автомобили. На фото и видео с места событий были идентифицированы остатки кассетных боеприпасов «Ураган» и «Смерч», неразорвавшиеся осколочные суббоеприпасы 9Н210[12][14][15]. 7 мая мэр Николаева Александр Сенкевич сообщил журналистам, что во время обстрела города российская армия выпустила не менее 40 кассетных боеприпасов преимущественно по жилым постройкам. Так как власти готовились к подобной атаке, большая часть населения была эвакуирована, но сообщалось о минимум 60 получивших тяжёлые ранения[34].
- Обстрелы Мариуполя в марте-мае 2022 года. Независимые СМИ и украинская сторона обвиняли российских военных в бомбардировке гражданских убежищ кассетными боеприпасами при обстрелах города и атаках на «Азовсталь». По данным мэра Мариуполя, на конец апреля во время время двухмесячной осады города российскими войсками погибло свыше 20 тыс. человек — вдвое больше, чем за 2 года оккупации города во время Второй мировой войны[35][36]. Директор Amnesty International Ukraine Оксана Покальчук заявила, что они смогли доказать применение Россией кассетных боеприпасов после интервью пострадавшего, предоставившего им осколок боеприпаса, который извлекли у него из бедра[37].
- Обстрелы в Буче и других городах Киевской области. По сообщениям заместителя главного прокурора Киевской области Олега Ткаленко, судмедэксперты нашли фрагменты кассетных боеприпасов в телах из братских могил в Буче после отступления российских войск. Точное количество мирных жителей, погибших именно из-за использования кассетных боеприпасов в населённом пункте, было неизвестно, но не менее 8 из около 500. Группа Bellingcat, занимающаяся расследованием военных преступлений, подтвердила использование в Буче кассетных боеприпасов РБК-500 с боевыми элементами ПТАБ-1М и кассетных ракет, выпущенных БМ-30 «Смерч». Мэр города Анатолий Федорук заявлял, что «Буча была превращена в чеченское сафари, где против мирных жителей применяли фугасы»[14]. Много мирных жителей были убиты кассетными боеприпасами и в Бородянке[3]. Ущерб от кассетных боеприпасов в окрестностях Гостомеля был настолько велик, что от них погибло множество животных[3].
- Обстрел железнодорожного вокзала в городе Краматорск. 8 апреля 2022 года российская армия нанесла ракетный удар по железнодорожной станции в Краматорске ракетой комплекса «Точка-У», оснащённой кассетными боеприпасами. Погибли по меньшей мере 58 гражданских лиц, ранены более 100 человек[38][39].

Кроме того, сообщалось о применении кассетных боеприпасов в жилом секторе городов Покровск (Донецкая область, 4 марта), Красногоровка (Донецкая область, 27 марта), Славянск (Донецкая область, 22 апреля); в сёлах Киинка и Павловка (Черниговская область, 28 февраля).
Международное право запрещает преднамеренные нападения на мирных жителей или объекты гражданской инфраструктуры. Российская сторона отрицала обвинения, уверяя, что наносит удары «только по военным объектам и исключительно высокоточным оружием». Пресс-секретарь президента Дмитрий Песков сказал, что обвинения против России — «это утка, это утка однозначно». Однако аналитики международной неправительственной организации Bellingcat сочли «крайне маловероятным» применение разрывного оружия украинской стороной в собственных городах.

### Использованные Россией типы кассетных боеприпасов
В ходе вторжения на Украину Россия использовала широкий спектр кассетных боеприпасов. Военные эксперты и аналитики подтвердили использование следующих типов и видов:
- Неуправляемый реактивный снаряд 9М218 для РСЗО Град[46]
- Неуправляемый реактивный снаряд 9М55К для РСЗО Смерч[1][47]
- Неуправляемый реактивный снаряд 9М55К5 для РСЗО Смерч[46]
- Неуправляемый реактивный снаряд 9М27К для РСЗО Ураган[1][47][48]
- Управляемый реактивный снаряд 9М544 для РСЗО Торнадо-С[1][47][49]
- Управляемый реактивный снаряд 9М549 для РСЗО Торнадо-С[1][49]
- Ракеты ОТРК Точка-У с кассетной боевой частью 9Н123К[1][39][50]
- Ракета 9М723 ОТРК Искандер с кассетной боевой частью[1][47]
- Неуправляемая кассетная авиабомба РБК-500 с суббоеприпасами ПТАБ-1М (РБК-500 ПТАБ-1М)[1][47][51]
- Кассетная мина КПОМ-3[52]

## Использование Украиной
Журналисты New York Times установили, что в начале марта украинские войска применили реактивные кассетные боеприпасы в селе Гусаровка, когда пытались отбить захваченную российскими солдатами территорию. Журналисты называли шаг «стратегическим расчётом», необходимым «чтобы вернуть свою страну». Предположительно, это было первым применением кассетных боеприпасов по населенному пункту украинскими войсками с момента начала российского вторжения 24 февраля 2022 года.
Украинские войска в марте-июле 2022 года неоднократно обстреливали с использованием кассетных снарядов 9М27К реактивной системы залпового огня «Ураган» оккупированный город Изюм Харьковской области и его окрестности, что привело к гибели по меньшей мере 8 мирных жителей, и ранениям — 15. Правозащитная организация Human Rights Watch указала на то, что число пострадавших может быть значительно больше, так как часть раненных жителей была вывезена российскими войсками на лечение в Россию и не вернулась в Изюм к моменту проведения расследования. Официально Украина отрицала применение кассетных боеприпасов в Изюме.
В июле 2023 власти США объявили о решении поставить Украине кассетные боеприпасы, а также сообщили, что Украина предоставила гарантии их осторожного использования с целью минимизации риска для гражданского населения.

## Атаки неизвестной стороны
14 марта ракета «Точка-У» поразила район в центре контролируемого силами ДНР Донецка. Разлетевшиеся обломки и поражающие элементы поразили мирное население. Следственный комитет России заявил 23 погибших и 37 раненых. Украина и Россия возложили вину друг на друга.

## Последствия и реакция
Многочисленные доказательства, собранные международными организациями и журналистами в оккупированных или осаждённых украинских городах, подтверждают использование Россией кассетных боеприпасов против мирных жителей. 3 марта 2022 года Международный уголовный суд начал расследование факта совершения российской армией военных преступлений и геноцида на украинской территории. Оно могло официально подтвердить использование кассетных боеприпасов в жилых районах. При этом многие эксперты утверждали, что преступлением является уже само вторжение, так как оно подпадает под определение агрессивной войны.
В связи с сообщениями о нарушении прав человека и международного гуманитарного права на Украине Совет ООН объявил 4 марта 2022 года о создании Комиссии по расследованию событий в стране. Членам органа, учреждённого первоначально на один год, было необходимо «установить факты, обстоятельства и коренные причины любых нарушений и злоупотреблений» против прав человека во время эскалации российско-украинского конфликта. В состав независимого международного комитета вошли следователи из Норвегии, Боснии и Герцеговины, Колумбии, помощь которым оказывали наблюдатели агентства на местах событий. 11 марта Управление ООН по правам человека подтвердило, что оно получило «достоверные сообщения» о нескольких случаях применения российскими войсками кассетных боеприпасов. К концу месяца представители организации сообщали уже о 24-х установленных атаках.
В начале марта использование кассетных боеприпасов российскими войсками на Украине осудили представители Европейского Союза, генеральный секретарь НАТО, а также власти Великобритании как страны-президента Конвенции по кассетным боеприпасам. Они называли действия российских военных «вопиющим нарушением международного права». В середине марта в применении на Украине запрещённого оружия, в том числе кассетных боеприпасов и вакуумных бомб Россию обвинил представитель президента США в ООН. Свою обеспокоенность по поводу использования кассетных боеприпасов против гражданского населения высказывали официальный представитель Управления ООН по правам человека, заместитель государственного секретаря США, а также ряд гуманитарных международных организаций.
В мае 2022 года использование Россией кассетных боеприпасов на Украине было резко осуждено на межсессионных встречах Конвенции по кассетным боеприпасам.
В сентябре 2023 года адвокаси-директор Human Rights Watch  Мэри Уэрхэм сообщила, что июльское решение о передаче Соединенными Штатами Украине «неуказанных тысяч» кассетных боеприпасов раскритиковали более 20 правительственных лидеров и чиновников. Сама Уэрхэм, приведя широко известные доказательства ущерба, причиненного этим видом оружия гражданскому населению, назвала это решение США «бессовестным».